# منطقه تاکنا
منطقه تاکنا (به اسپانیایی: Tacna Region) یک منطقه در پرو است.
مساحت این منطقه  ۱۶۰۷۵٫۸۹ کیلومتر مربع و جمعیت آن ۲۷۴۴۹۶ نفر است.